# Impasse des Crins
L'impasse des Crins est une voie située dans le quartier de Charonne du 20e arrondissement de Paris.

## Situation et accès
L'impasse des Crins est desservie à proximité par la ligne 9 à la station Buzenval.

## Origine du nom
Ce nom de « Crins » lui viendrait de ce qu'autrefois on y tondait des chevaux.

## Historique
Cette voie a été créée sous sa dénomination actuelle vers 1850 puis a été ouverte à la circulation publique par un arrêté du 23 juin 1959.